# Challenger de Ismaning 2021
El torneo Wolffkran Open 2021 fue un torneo de tenis perteneció al ATP Challenger Tour 2021 en la categoría Challenger 80. Se trató de la 5ª edición; el torneo tuvo lugar en la ciudad de Ismaning (Alemania), desde el 25 hasta el 31 de octubre de 2021 sobre pista de carpet bajo techo.

## Jugadores participantes del cuadro de individuales
| Favorito | País                       | Jugador          | Rank1 | Posición en el torneo |
| -------- | -------------------------- | ---------------- | ----- | --------------------- |
| 1        | Bandera de Australia       | Jordan Thompson  | 72    | Primera ronda         |
| 2        | Bandera de República Checa | Jiří Veselý      | 77    | Primera ronda         |
| 3        | Bandera de Italia          | Andreas Seppi    | 98    | Segunda ronda         |
| 4        | Bandera de Alemania        | Yannick Hanfmann | 127   | Primera ronda         |
| 5        | Bandera de Alemania        | Oscar Otte       | 131   | CAMPEÓN               |
| 6        | Bandera de República Checa | Tomáš Macháč     | 140   | Segunda ronda         |
| 7        | Bandera de Estados Unidos  | Maxime Cressy    | 143   | Semifinales           |
| 8        | Bandera de Francia         | Quentin Halys    | 150   | Semifinales           |

- 1 Se ha tomado en cuenta el ranking del 18 de octubre de 2021.

### Otros participantes
Los siguientes jugadores recibieron una invitación (wild card), por lo tanto ingresan directamente al cuadro principal (WC):
- Max Hans Rehberg
- Mats Rosenkranz
- Henri Squire

Los siguientes jugadores ingresan al cuadro principal tras disputar el cuadro clasificatorio (Q):
- Matthias Bachinger
- Jonáš Forejtek
- Julian Lenz
- Otto Virtanen

## Campeones

### Individual Masculino
- Oscar Otte derrotó en la final a  Lukáš Lacko, 6–4, 6–4

### Dobles Masculino
- Andre Begemann /  Igor Zelenay derrotaron en la final a  Marek Gengel /  Tomáš Macháč, 6–2, 6–4